# 23768 Abu-Rmaileh
23768 Abu-Rmaileh è un asteroide della fascia principale. Scoperto nel 1998, presenta un'orbita caratterizzata da un semiasse maggiore pari a 2,2906995 UA e da un'eccentricità di 0,1010021, inclinata di 4,17291° rispetto all'eclittica.